# Orlando
Orlando je mesto v ZDA na osrednji Floridi s 227.907 prebivalci, v širšem velemestnem območju pa živi 2.134.411 ljudi (po oceni iz leta 2010).
Mesto se je razvilo kot središče pridelave citrusov na Floridi, danes pa je znano predvsem po letoviščih in zabaviščnih parkih, kot so Walt Disney World Resort, Universal Orlando Resort in SeaWorld.